# 35 Pegasi
35 Pegasi là tên của một ngôi sao đơn lẻ nằm trong một chòm sao phương bắc tên là Phi Mã. Với cấp sao biểu kiến là 4,8, ta có thể nhìn thấy nó bằng mắt thường như một điểm sáng mờ có ánh sáng màu cam. Để có thể nhìn thấy nó rõ ràng nhất, ta cần có một vị trí cách xa thành thị (do sự ô nhiễm ánh sáng làm hạn chế tầm nhìn) và điều kiện thời tiết tốt. Dựa trên giá trị thị sai đo được, ta xác định khoảng cách của ngôi sao này với mặt trời của chúng ta là khoảng xấp xỉ 155 năm ánh sáng. Hiện tại, nó đang di chuyển ra xa khỏi phía chúng ta với vận tốc 54 km/s. Nó có chuyển động riêng tương đối cao, băng qua thiên cầu với tỉ lệ 0,318" trên một năm.
Nó là một sao khổng lồ lớn tuổi có quang phổ loại K0 III, nó đang rút cạn nguồn hydro trong lõi và đang tạo ra năng lượng thông qua quá trình ba-alpha của heli. Bán kính của nó gấp 8,5 lần mặt trời cũng như có khối lượng gấp 1,2 khối lượng mặt trời. Tuổi của nó là khoảng 5 tỉ năm và hiện đang phát ra ánh sáng gấp 32 lần mặt trời với nhiệt độ hiệu dụng nơi quang cầu là 4676 Kelvin.
Nó có hai thiên thể đồng hành, một thiên thể có cấp sao biểu kiến là 10,0 nằm ở góc phân tách 80,5" và một thiên thể khác có cấp sao biểu kiến là 10,64 nằm ở góc phân tách 176,3".

## Dữ liệu hiện tại
Theo như quan sát, đây là ngôi sao nằm trong chòm sao Phi Mã và dưới đây là một số dữ liệu khác:
Xích kinh 22h 27m 51.52233s
Xích vĩ 4° 41′ 44.3916″
Cấp sao biểu kiến 4.80
Cấp sao tuyệt đối 1.50
Vận tốc xuyên tâm 54.16 km/s
Loại quang phổ K0 III
Giá trị thị sai 21,0039 +/- 0,2419 mas